# Cathédrale Sainte-Mère-de-Dieu de Nicosie
 (décembre 2023).
Si vous disposez d'ouvrages ou d'articles de référence ou si vous connaissez des sites web de qualité traitant du thème abordé ici, merci de compléter l'article en donnant les références utiles à sa vérifiabilité et en les liant à la section « Notes et références ».
La cathédrale de la Sainte Mère de Dieu de Nicosie (Սուրբ Աստուածածին Մայր Եկեղեցի en arménien, Holy Mother of God Cathedral ou Surp Asdvadzadzin Church en anglais) est une cathédrale apostolique arménienne du diocèse arménien de Chypre, située dans le district de Stróvolos à Nicosie, à Chypre.
Le mémorial du génocide arménien de Nicosie (en) ainsi que l'école arménienne Nareg se trouvent à proximité immédiate.